# Chico Spinoza
Francisco Carlos Soares Spinosa, mais conhecido como Chico Spinosa (Tabapuã , 2 de Fevereiro de 1952) é um carnavalesco, figurinista e comentarista de carnaval brasileiro. Com passagens em emissoras de televisão, atuando principalmente em novelas e em grandes escolas do Carnaval do Brasil.

## Biografia
Filho de um fazendeiro e diretora de escola particular, Chico antes de atuar no carnaval. atuou como figurinista da extinta TV Tupi, estando como membro da equipe do diretor de arte Pedro Ivan na novela Mulheres de Areia. Na mesma emissora, Chico Spinoza atuou em várias novelas, como O Machão e Xeque-Mate. em seguida, atuou em novelas da TVE e TV Bandeirantes. até em 1976, ir para Rede Globo onde já fez especiais, novelas, minisséries, musicais de fim de ano e programas de humorísticos da emissora. depois de atuar na televisão, resolveu se aventurar no carnaval, em 1988 ao fazer dupla com o cenográfo Mário Monteiro, no Salgueiro. tendo se reencontrado no único ano em que a Estácio de Sá ganhou a elite do Carnaval Carioca, com o enredo Paulicéia Desvairada - 70 anos de Modernismo  e logo em seguida atuou como carnavalesco na União da Ilha, Vai-Vai (aonde foi bicampeão do Carnaval Paulistano, nos anos de 1998 e 1999), Unidos da Tijuca e Viradouro
No ano de 2003 foi carnavalesco da Mocidade, na  Penúltima vez em que a agremiação foi ao desfile das campeãs, permanecendo na verde e branca de Padre Miguel, no ano seguinte. em 2005 fez dupla jornada, pois foi carnavalesco da Caprichosos e Nenê de Vila Matilde e em 2006, continuando só na Caprichosos e retornando novamente a Vai-Vai. pelo qual no ano de 2007 foi terceiro colocado com o enredo O 4º Reino, O Reino do Absurdo; novamente campeão com o enredo Vai-Vai acorda Brasil, a saída é ter esperança em 2008 e no ano seguinte, vice-campeão com Mens Sana et Corpore Sano - O Milênio da Superação. voltou ao berço do samba em 2010, onde dividiu com Gebran Smera com um enredo sobre a história da própria agremiação ficando próximo de retornar ao Especial, terminando na segunda colocação. em 2011, viria a continuar como carnavalesco, mas saiu devido as divergências com a escola. sendo nesse ano em que retornou ao Carnaval Paulista, ao desenvolver o carnaval da Tom Maior.
No ano de 2012, esteve como carnavalesco da Vila Maria e continuando na escola, em 2013. Ainda esse ano, foi comentarista dos desfiles da Série A e Grupo Especial, pela TV Globo. Em 2014, Chico Spinoza retornou mais uma vez, como carnavalesco da Vai-Vai, não logrando êxito ao terminar 9º  colocação e permanecendo como comentarista de carnaval da Globo, no qual fez também em 2015. Para 2016 com o retorno da Estácio ao Especial e sua terceira passagem pela escola, aonde junto com Amauri Santos e Tarcisio Zanon, faz parte da Comissão de Carnaval. com a queda da Estácio a Série A, permaneceu dividindo só com Tarcisio Zanon, mas saiu da escola após não conseguir patrocínio num provável enredo sobre Cingapura.
Retornou mais uma vez a Vai-Vai, no ano de 2018 e novamente em 2020, onde sagrou-se campeão do Grupo 1 e trazendo a tradicional escola do Beixiga ao Grupo Especial, permanecendo para 2021.

## Carnavais
Abaixo, a lista de desfiles assinados por Chico Spinoza.
| Ano  | Escola                 | Colocação              | Divisão       | Enredo                                                                                        | Ref.   |
| ---- | ---------------------- | ---------------------- | ------------- | --------------------------------------------------------------------------------------------- | ------ |
| 1988 | Salgueiro              | 4.º lugar              | Especial (RJ) | Em Busca do Ouro                                                                              | [ 8 ]  |
| 1992 | Estácio de Sá          | Campeã                 | Especial (RJ) | Paulicéia Desvairada - 70 anos de Modernismo                                                  | [ 9 ]  |
| 1993 | Estácio de Sá          | 6.º lugar              | Especial (RJ) | A dança da lua                                                                                | [ 10 ] |
| 1994 | União da Ilha          | 4.º lugar              | Especial (RJ) | Abrakadabra, O despertar dos mágicos                                                          | [ 11 ] |
| 1995 | União da Ilha          | 11.º lugar             | Especial (RJ) | Todo dia é dia de Índio                                                                       | [ 12 ] |
| 1996 | União da Ilha          | 12.º lugar             | Especial (RJ) | A Ilha faz uma viagem a pintada encantada                                                     | [ 13 ] |
| 1997 | Vai-Vai                | Vice-campeã            | Especial (SP) | Liberdade ainda que Vai-Vai                                                                   | [ 14 ] |
| 1998 | Vai-Vai                | Campeã                 | Especial (SP) | Banzai! Vai-Vai                                                                               | [ 15 ] |
| 1999 | Vai-Vai                | Campeã                 | Especial (SP) | Nostradamus                                                                                   | [ 16 ] |
| 2000 | Unidos da Tijuca       | 5.º lugar              | Especial (RJ) | Terra dos Papagaios… Navegar foi Preciso!!!                                                   | [ 17 ] |
| 2001 | Unidos da Tijuca       | 9.º lugar              | Especial (RJ) | A Tijuca apresenta Nelson Rodrigues pelo buraco da fechadura                                  | [ 18 ] |
| 2002 | Viradouro              | 5.º lugar              | Especial (RJ) | Viradouro, Vira-Mundo, Rei do Mundo                                                           | [ 19 ] |
| 2003 | Mocidade Independente  | 5.º lugar              | Especial (RJ) | Para sempre no seu coração - Carnaval da doação                                               | [ 20 ] |
| 2004 | Mocidade Independente  | 8.º lugar              | Especial (RJ) | Não Corra, Não Mate, Não Morra - Pegue Carona Com a Mocidade! Educação No Trânsito            | [ 21 ] |
| 2005 | Caprichosos de Pilares | 11.º lugar             | Especial (RJ) | Carnaval, Doce Ilusão - A Gente Se Vê Aqui, no Meio da Multidão! 20 Anos de Liga              | [ 22 ] |
| 2005 | Nenê de Vila Matilde   | 9.º lugar              | Especial (SP) | Um Voo da Águia Entre Dois Mundos                                                             | [ 23 ] |
| 2006 | Caprichosos de Pilares | 13.º lugar             | Especial (RJ) | Na Folia Com o Espírito Santo: o Espírito Santo Caprichou                                     | [ 24 ] |
| 2007 | Vai-Vai                | 3.º lugar              | Especial (SP) | O 4.º Reino, O Reino do Absurdo                                                               | [ 25 ] |
| 2008 | Vai-Vai                | Campeã                 | Especial (SP) | Vai-Vai acorda Brasil, a saída é ter esperança                                                | [ 26 ] |
| 2009 | Vai-Vai                | Vice-campeã            | Especial (SP) | Mens Sana et Corpore Sano - O Milênio da Superação                                            | [ 27 ] |
| 2010 | Estácio de Sá          | 3.º lugar              | Grupo A (RJ)  | Deixa Falar, a Estácio é isso aí. Eu visto esse manto e vou por aí                            | [ 28 ] |
| 2011 | Tom Maior              | 9.º Lugar              | Especial (SP) | Salve salve São Bernardo, pedaço do meu Brasil, terra mãe dos paulistas, pedaço do meu Brasil | [ 29 ] |
| 2012 | Vila Maria             | 5.º lugar              | Especial (SP) | A Força Infinita da Criação, Vila Maria Feita a Mão                                           | [ 30 ] |
| 2013 | Vila Maria             | 14.º lugar             | Especial (SP) | Made in Korea                                                                                 | [ 31 ] |
| 2014 | Vai-Vai                | 9.º lugar              | Especial (SP) | Nas chamas da Vai-Vai, 50 anos de Paulínia                                                    | [ 32 ] |
| 2016 | Estácio de Sá          | 12.º lugar (Rebaixada) | Especial (RJ) | Salve Jorge! O Guerreiro na Fé                                                                | [ 33 ] |
| 2017 | Estácio de Sá          | 3.º lugar              | Série A (RJ)  | É! O Moleque Desceu o São Carlos Pegou Um Sonho e Partiu Com a Estácio                        |        |
| 2018 | Vai-Vai                | 10.º lugar             | Especial (SP) | Sambar com fé eu vou                                                                          |        |
| 2020 | Vai-Vai                | Campeã                 | Grupo 1 (SP)  | Vai-Vai: de Corpo e Álamo                                                                     | [ 7 ]  |
| 2022 | Vai-Vai                | 14.º lugar (Rebaixada) | Especial (SP) | Sankofa                                                                                       |        |

## Televisão
| Comentarista | Comentarista               | Comentarista   | Comentarista | Comentarista |
| Ano          | Evento                     | Evento         | Emissora     |              |
| ------------ | -------------------------- | -------------- | ------------ | ------------ |
| 2013         | Globeleza (Rio de Janeiro) | Grupo Especial | TV Globo     |              |
| 2013-2016    | Globeleza (Rio de Janeiro) | Série A        | TV Globo     |              |

## Títulos e estatísticas
| Divisão         | Divisão | Campeonato | Ano              | Vice | Ano        | Terceiro lugar | Ano  |
| --------------- | ------- | ---------- | ---------------- | ---- | ---------- | -------------- | ---- |
| Grupo Especial  | RJ      | 1          | 1992             | -    | -          | -              | -    |
| Grupo Especial  | SP      | 3          | 1998, 1999, 2008 | 2    | 1997, 2009 | 1              | 2007 |
| Segunda Divisão | SP      | 1          | 2020             | -    | -          | -              | -    |

## Premiações
- Estandarte de Ouro

1. 1992 - Melhor enredo (Estácio de Sá - "Paulicéia Desvairada - 70 anos de Modernismo") [34]

- Tamborim de Ouro

1. 2003 - Beleza de Mensagem (Enredo da Mocidade - "Para sempre no seu coração - Carnaval da doação") [35]
2. 2004 - Beleza de Mensagem (Enredo da Mocidade - "Não Corra, Não Mate, Não Morra - Pegue Carona com a Mocidade! Educação no Trânsito") [36]